# 大西洋颶風季

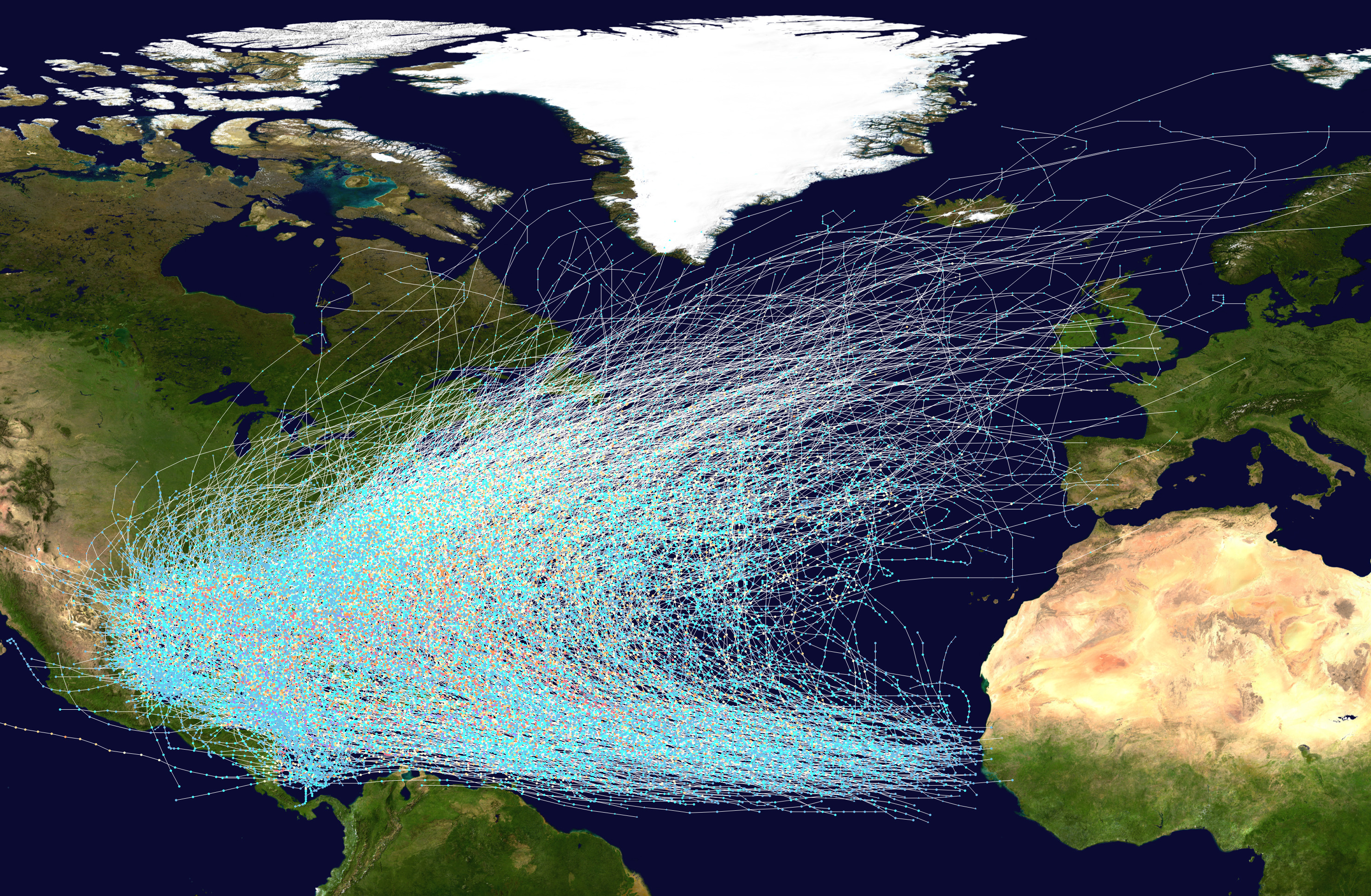
1851年至2012年期間生成的所有大西洋熱帶氣旋路徑圖。

大西洋颶風季，夏、秋兩季，常見熱帶氣旋，有強弱之分，以最高持續風力量度。熱帶風暴，1分鐘內風速最少每秒17米；颶風則1分鐘內超過風速每秒33米。大多在6月1日至11月30日之間，北大西洋熱帶風暴和颶風形成。世界氣象組織指定， 美國國家颶風中心，為專事區域氣象之中心。該中心，專事監察熱帶氣旋之熱帶天氣系統，製備警報，地區遍及大西洋盆地。 
熱帶擾動，凡風速達到熱帶風暴者，皆取名於預製清單。為免誤會，颶風受災國可呈請，刪去先前所用颶風名。平均計算，每季5.9個風暴演變為颶風，2.5個風暴變做強勁颶風﹙三級或以上﹚。9月10日左右，此氣象最為厲害。
對流層之深處附近，氣流帶動熱帶氣旋。對流層，自大氣層表面起計，高約12公里。颶風一橫過海洋，氣流就左右颶風路徑。前美國國家颶風中心主任尼爾·弗蘭克（Neil Frank），以“葉隨河流”或者以“磚隨氣動”比喻此狀。高壓系統附近，氣流移向低壓地方，支配颶風走向。
高壓系統，名為副熱帶高壓脊，常自東向西延伸，橫過副熱帶區。副熱帶高壓脊影響熱帶緯度之風，熱帶風暴和颶風稍向北靠，大致西移。副熱帶高壓脊表面南部，主要吹東風，即由東向西吹之風。一旦高空氣壓槽削弱副熱帶高壓脊，熱帶氣旋就可能向南北極吹，之後折回，或向東北折回，移進西風主帶。副熱帶高壓脊面向北極之地方，主要吹西風，西風牽動熱帶氣旋大致靠東走，走至北緯。西風帶來冷鋒和熱鋒，帶動溫帶氣旋自西東移。